# SciDAVis
SciDAVis, um acrônimo para Scientific Data Analysis and Visualization é um programa de computador de código aberto e multiplataforma para a plotagem interativa de gráficos científicos e análise de dados. Seu desenvolvimento iniciou em 2007 como uma bifurcação do QtiPlot que, por sua vez, é um clone do software proprietário Origin.

## Missão
SciDAVis é uma aplicação interativa livre que visa à análise de dados e à plotagem com qualidade de publicação. Ele combina uma baixa curva de aprendizado e uma interface gráfica do utilizador intuitiva e fácil de usar com recursos potentes, tais como scriptabilidade e extensibilidade. O SciDAVis roda no GNU/Linux, no Microsoft Windows e no Mac OS X; possivelmente também em outras plataformas, como algumas variantes do BSD, apesar disso ainda não ter sido testado.
O SciDAVis é similar em seu campo de aplicação a aplicativos proprietários do Microsoft Windows, como o Origin e o SigmaPlot, bem como aplicações livres como o QtiPlot, o LabPlot e o Gnuplot.
O que diferencia o SciDAVis dos supracitados é sua ênfase em prover um ambiente amigável e aberto (no software bem como no projeto) para usuários novos e experientes. Um dos objetivos é fornecer boa documentação em todos os níveis, do manual do usuário através de tutoriais e inclusive documentação das APIs internas. Os usuários são encorajados a compartilhar suas experiências nos fóruns e em listas de discussão.

## História
O SciDAVis foi fundado por Tilman Benkert e Knut Franke em 2007 como uma bifurcação do QtiPlot, após desacordos surgidos com o fundador e o desenvolvedor principal do projeto. Franke disse que os tópicos de desacordo incluíam "objetivos do projeto, gerenciamento dos recursos comunitários e a maneira correta de ganhar dinheiro a partir de um projeto de software livre".
Em 2008, os desenvolvedores do SciDAVis e do LabPlot "perceberam que seus objetivos de projeto eram muito parecidos" e "decidiram iniciar uma cooperação estreita" com o objetivo de fundir seus códigos em um módulo comum, mantendo "duas interfaces, uma com integração completa ao KDE 4 (chamada LabPlot 2.x) e uma sem dependências do KDE (Qt puro por assim dizer) para utilização multiplataforma mais fácil (chamada SciDAVis)".
O projeto ficou parado (sem desenvolvimento de código) entre novembro de 2010, quando foi feita a última inserção de código no repositório SVN do SciDAVis por Knut Franke, e abril de 2013, quando Russell Standish fez sua primeira inserção de código no repositório SVN do projeto. Russell Standish havia assumido o desenvolvimento do SciDAVis em novembro de 2012.
Em junho de 2015, Russell Standish decidiu que seria mais fácil atrair novos desenvolvedores movendo o código do SciDAVis para o GitHub, pois nesta plataforma as contribuições poderiam ser feitas de maneira mais simples. O GitHub continua sendo a plataforma de desenvolvimento de código do SciDAVis.

## Recursos
O SciDAVis pode gerar diferentes tipos de gráficos 2D e 3D (tais como linha, dispersão, barra, pizza e superfície) a partir de dados que são tanto importados de arquivos ASCII, inseridos à mão ou calculados usando fórmulas. Os dados são mantidos em planilhas que são referidas como tabelas com dados baseados em colunas (tipicamente, valores X e Y para gráficos 2D) ou matrizes (para gráficos 3D). As planilhas, bem como os gráficos e as janelas de notas, são acumuladas em um projeto e podem ser organizadas utilizando pastas.
As operações de análise embutidas incluem estatísticas de linha e de coluna, (des)convolução, filtros FFT e baseados em FFT. O ajuste de curvas pode ser realizado com funções definidas pelo usuário ou com funções lineares e não-lineares embutidas, incluindo ajuste multipico, baseado na Biblioteca Científica GNU. Os gráficos podem ser exportados para muitos formatos de bitmap, PDF, EPS ou SVG. As janelas de notas suportam avaliação de expressões matemáticas no local ou uma interface de script opcional para a linguagem Python. A interface gráfica do aplicativo usa Qt.

### Histórico de Lançamento
- 5 de Agosto de 2007: Versão 0.1.0
- 21 de Dezembro de 2007: Versão 0.1.1
- 3 de Fevereiro de 2008: Versão 0.1.2
- 19 de Abril de 2008: Versão 0.1.3
- 10 de Fevereiro de 2009: Versão 0.1.4
- 14 de Fevereiro de 2009: Versão 0.2.0
- 9 de Março de 2009: Versão 0.2.1
- 20 de Abril de 2009: Versão 0.2.2
- 12 de Julho de 2009: Versão 0.2.3
- 12 de Março de 2010: Versão 0.2.4
- 23 de Janeiro de 2014: 1.D1
- 5 de Fevereiro de 2014: 1.D4
- 21 de Março de 2014: 1.D5
- 29 e Junho de 2015: 1.D8
- 24 de Novembro de 2015: 1.D9
- 5 de Junho de 2016: 1.D13
- 29 de Julho de 2016: 1.14
- 1 de Junho de 2017: 1.17
- 21 de Junho de 2017: 1.18
- 14 de Julho de 2017: 1.19
- 8 de Agosto de 2017: 1.21
- 22 de Outubro de 2017: 1.22
- 4 de Junho de 2018: 1.23
- 5 de Março de 2019: 1.25
- 18 de Dezembro de 2019: 1.26
- 2 de maio de 2020: 2.1.4
- 12 de junho de 2020: 2.3.0
- 5 de maio de 2021: 2.4.0